# (12757) Yangtze
(12757) Yangtze ist ein Asteroid des äußeren Hauptgürtels, der am 24. Februar 1987 von den belgischen Astronomen Henri Debehogne und Eric Walter Elst am La-Silla-Observatorium der Europäischen Südsternwarte in Chile (IAU-Code 809) entdeckt wurde. Sichtungen des Asteroiden hatte es vorher schon gegeben: am 31. August 1979 unter der vorläufigen Bezeichnung 1978 QM1 am Krim-Observatorium in Nautschnyj und am 3. Juni 1992 (1992 LQ2) am La-Silla-Observatorium.
Der Asteroid ist Mitglied der Koronis-Familie, einer Gruppe von Asteroiden, die nach (158) Koronis benannt ist. Die zeitlosen (nichtoskulierenden) Bahnelemente von (12757) Yangtze sind fast identisch mit denjenigen des kleineren, wenn man von der Absoluten Helligkeit von 15,1 gegenüber 13,4 ausgeht, Asteroiden (78885) 2003 SZ11.
Während es sich bei fast allen Asteroiden der Koronis-Familie um Asteroiden mit der Spektralklasse S handelt, wurde nach der SMASS-Klassifikation (Small Main-Belt Asteroid Spectroscopic Survey) bei einer spektroskopischen Untersuchung von Gianluca Masi, Sergio Foglia und Richard P. Binzel bei (12757) Yangtze von einer dunklen Oberfläche ausgegangen, es könnte sich also danach, grob gesehen, um einen C-Asteroiden handeln.
(12757) Yangtze wurde am 6. November 2004 nach dem Jangtsekiang benannt, dem längsten Fluss Asiens und nach dem Nil und Amazonas weltweit drittlängsten Strom. Yangtze ist der englische Name des Flusses.